# アーパス
アーパス（Āpas）は、古代インドの『リグ・ヴェーダ』に登場する水の女神である。
アーパスという名前は「水」の女性名詞アプ (ap) の複数形である。アーパスは『リグ・ヴェーダ』に4篇の独立讃歌を持ち、滋養、医薬の本源としてヴァルナ神やソーマ、一切諸神がアーパスの中からその力を汲み取るとされ、滋養や医薬、幸福や繁栄を授けることが祈願される。あるいはまた過失や嘘を浄化することが祈願されている。
しかし神話的には単純に自然界の水を象徴し、その擬人化もあまり進んでいない。
ヴァス神群の1つとされることもある。